# Szymon Sajnok
Szymon Wojciech Sajnok (né le 24 août 1997 à Kartuzy) est un coureur cycliste polonais. C'est un coureur polyvalent qui court à la fois sur route, sur piste, en VTT cross-country et en cyclo-cross. Il est notamment Champion du monde de l'omnium en 2018.

## Biographie
Szymon Sajnok commence sa carrière de cycliste via le VTT et le cyclo-cross. En 2013, il obtient la médaille de bronze du contre-la-montre au Festival olympique de la jeunesse européenne. En 2014, il devient champion de Pologne junior en VTT cross-country et participe aux Jeux olympiques de la jeunesse d'été , où il prend la deuxième place du contre-la-montre et la troisième place du cross-country eliminator. 
En 2015, chez les juniors, il devient double champion de Pologne en cyclo-cross et du contre-la-montre sur route. Il remporte également la 2e étape de la Coupe du Président de la Ville de Grudziadz.
En 2016, sur piste, Sajnok obtient la médaille d'argent de l'omnium aux championnats d'Europe espoirs. Lors de la Coupe du monde sur piste 2016-2017, il remporte l'omnium sur les manches d'Apeldoorn et de Los Angeles. Il s'adjuge du même coup, le classement général de la spécialité. La même année, il devient triple champion de Pologne : course aux points, scratch et omnium. Sur route, il remporte également le prologue du Tour de Kumano.
Fin juillet 2019, il est sélectionné pour représenter son pays aux championnats d'Europe de cyclisme sur route. Il s'adjuge à cette occasion la vingtième place de la course en ligne.
En fin de saison 2022, son contrat avec Cofidis n'est pas renouvelé, il quitte la formation française.

## Palmarès

### Palmarès sur route

#### Par années
- 2013
  -  Médaillé de bronze du contre-la-montre au Festival olympique de la jeunesse européenne
- 2015
  -  Champion de Pologne du contre-la-montre juniors
  - 2e étape de la Coupe du Président de la Ville de Grudziadz
- 2017
  - Prologue du Tour de Kumano
- 2018
  - Dookoła Mazowsza : 
    - Classement général
    - Prologue, 1re et 2e étapes

  - 2e du Mémorial Roman Siemiński
  - 3e du Tour de Cologne
- 2019
  -  Champion de Pologne sur route espoirs
  -  Champion de Pologne du contre-la-montre espoirs
  - 1re étape du Tour de Guadalentín
- 2020
  - 2e du championnat de Pologne sur route
- 2024
  - 3e du championnat de Pologne du contre-la-montre

#### Résultats sur les grands tours

##### Tour d'Espagne
1 participation
- 2019 : 142e

#### Classements mondiaux
| Année                                 | 2016  | 2017  | 2018 | 2019 | 2020 | 2021 | 2022  | 2023  | 2024  |
| ------------------------------------- | ----- | ----- | ---- | ---- | ---- | ---- | ----- | ----- | ----- |
| Classement mondial                    | 2247e | 1965e | 294e | 358e | 471e | 959e | 1455e | 1418e | 1198e |
| UCI Europe Tour                       | 1493e | nc    | 160e | 290e | 388e | 720e | 991e  | nc    | nc    |
| UCI Asia Tour                         | nc    | 341e  | nc   |      |      |      |       |       |       |
|                                       |       |       |      |      |      |      |       |       |       |
| Légende : nc = non classéSource : UCI |       |       |      |      |      |      |       |       |       |

### Palmarès sur piste

#### Jeux olympiques
- Tokyo 2020
  - 16e de l'omnium
  - 8e de la course à l'américaine

#### Championnats du monde
- Hong Kong 2017
  - 8e de l'omnium[4]
  - 12e de la poursuite individuelle[5]
  - 9e de la poursuite par équipes[6]
- Apeldoorn 2018
  -  Champion du monde de l'omnium
  - 10e de la poursuite par équipes[7]
- Pruszków 2019
  - 7e de la poursuite par équipe[8]
  - 18e de l'omnium

#### Coupe du monde
- 2016-2017
  - Classement général de l'omnium
  - 1er de l'omnium à Apeldoorn
  - 1er de l'omnium à Los Angeles
- 2017-2018
  - 2e de l'omnium à Pruszków
  - 2e de l'omnium à Minsk

#### Championnats d'Europe
- Montichiari 2016
  -  Médaillé d'argent de l'omnium espoirs
- Granges 2023
  - 8e de la poursuite par équipes
  - 11e de l'omnium
  - 11e de l'américaine

#### Championnats de Pologne
- 2017
  -  Champion de Pologne de course aux points
  -  Champion de Pologne de course scratch
  -  Champion de Pologne d'omnium
  - 3e du championnat de Pologne de course à l'élimination

### Palmarès en VTT

#### Jeux olympiques de la jeunesse
- Nankin 2014
  -  Médaillé de bronze du cross-country eliminator

#### Championnats de Pologne
- 2014
  -  Champion de Pologne de cross-country juniors

### Palmarès en cyclo-cross
- 2013-2014
  - 2e du championnat de Pologne de cyclo-cross juniors
- 2014-2015
  -  Champion de Pologne de cyclo-cross juniors